# Amos Tversky
Amos Tversky (16 mars 1937 — 2 juin 1996) est un psychologue israélien. Docteur de l'université du Michigan, il enseigne à Jérusalem puis à Stanford. Il participe aux travaux sur le jugement dans l'incertitude et la théorie des perspectives pour lesquels Daniel Kahneman obtient en 2002 le Prix Nobel d'économie.

## Publications
- (en) Daniel Kahneman et Amos Tversky, « Prospect Theory: An Analysis of Decision under Risk », Econometrica, vol. 47, no 2,‎ mars 1979, p. 263-291 (lire en ligne, consulté le 27 février 2012)
- (en) Daniel Kahneman (dir.) et Amos Tversky (dir.), Choices, Values and Frames, Cambridge University Press, 25 septembre 2000, 860 p. (ISBN 978-0-521-62749-8, lire en ligne)

### Sources
- (en) David Laibson et Richard Zeckhauser, « Amos Tversky and the Ascent of Behavioral Economics », Journal of Risk and Uncertainty, vol. 16, no 1,‎ 1998, è-47 (lire en ligne, consulté le 15 mai 2012)